# Trofeo Zamora
Il Trofeo Zamora è un trofeo di calcio spagnolo assegnato dal giornale sportivo Marca ogni anno al miglior portiere de La Liga. Il miglior portiere viene scelto tenendo conto del numero di reti subite in base alle partite giocate.
Il premio è intitolato all'omonimo portiere spagnolo degli anni 1920.

## Cronistoria
| Stagione  | Giocatore                                                      | Squadra                                                        | Gare                                                           | Gol sub.                                                       | Gol/gara                                                       |
| --------- | -------------------------------------------------------------- | -------------------------------------------------------------- | -------------------------------------------------------------- | -------------------------------------------------------------- | -------------------------------------------------------------- |
| 1928/29   | Ricardo Zamora                                                 | Espanyol                                                       | 15                                                             | 24                                                             | 1,60                                                           |
| 1929/30   | Gregorio Blasco                                                | Athletic Bilbao                                                | 15                                                             | 20                                                             | 1,33                                                           |
| 1930/31   | Tomás Zarraonandia                                             | Arenas Getxo                                                   | 14                                                             | 27                                                             | 1,92                                                           |
| 1931/32   | Ricardo Zamora                                                 | Real Madrid                                                    | 17                                                             | 15                                                             | 0,88                                                           |
| 1932/33   | Ricardo Zamora                                                 | Real Madrid                                                    | 18                                                             | 17                                                             | 0,94                                                           |
| 1933/34   | Gregorio Blasco                                                | Athletic Bilbao                                                | 14                                                             | 21                                                             | 1,50                                                           |
| 1934/35   | Joaquín Urquiaga                                               | Betis                                                          | 21                                                             | 19                                                             | 0,90                                                           |
| 1935/36   | Gregorio Blasco                                                | Athletic Bilbao                                                | 21                                                             | 30                                                             | 1,43                                                           |
| 1936-1939 | Campionati non disputati a causa della guerra civile spagnola. | Campionati non disputati a causa della guerra civile spagnola. | Campionati non disputati a causa della guerra civile spagnola. | Campionati non disputati a causa della guerra civile spagnola. | Campionati non disputati a causa della guerra civile spagnola. |
| 1939/40   | Fernando Tabales                                               | Atlético Madrid                                                | 21                                                             | 29                                                             | 1,38                                                           |
| 1940/41   | José Echevarría                                                | Athletic Bilbao                                                | 18                                                             | 21                                                             | 1,16                                                           |
| 1941/42   | Juan Acuña                                                     | Deportivo La Coruña                                            | 26                                                             | 37                                                             | 1,42                                                           |
| 1942/43   | Juan Acuña                                                     | Deportivo La Coruña                                            | 25                                                             | 31                                                             | 1,24                                                           |
| 1943/44   | Ignacio Eizaguirre                                             | Valencia                                                       | 26                                                             | 32                                                             | 1,23                                                           |
| 1944/45   | Ignacio Eizaguirre                                             | Valencia                                                       | 22                                                             | 28                                                             | 1,27                                                           |
| 1945/46   | José Bañón                                                     | Real Madrid                                                    | 25                                                             | 29                                                             | 1,16                                                           |
| 1946/47   | Raimundo Pérez                                                 | Athletic Bilbao                                                | 23                                                             | 29                                                             | 1,26                                                           |
| 1947/48   | Juan Velasco                                                   | Barcellona                                                     | 26                                                             | 31                                                             | 1,19                                                           |
| 1948/49   | Marcel Domingo                                                 | Atlético Madrid                                                | 24                                                             | 28                                                             | 1,16                                                           |
| 1949/50   | Juan Acuña                                                     | Deportivo La Coruña                                            | 22                                                             | 29                                                             | 1,31                                                           |
| 1950/51   | Juan Acuña                                                     | Deportivo La Coruña                                            | 26                                                             | 36                                                             | 1,38                                                           |
| 1951/52   | Antoni Ramallets                                               | Barcellona                                                     | 28                                                             | 40                                                             | 1,42                                                           |
| 1952/53   | Marcel Domingo                                                 | Espanyol                                                       | 27                                                             | 34                                                             | 1,25                                                           |
| 1953/54   | Luis Menéndez                                                  | Atlético Madrid                                                | 22                                                             | 24                                                             | 1,09                                                           |
| 1954/55   | Juanito Adelarpe                                               | Real Madrid                                                    | 24                                                             | 24                                                             | 1,00                                                           |
| 1955/56   | Antoni Ramallets                                               | Barcellona                                                     | 29                                                             | 24                                                             | 0,82                                                           |
| 1956/57   | Antoni Ramallets                                               | Barcellona                                                     | 29                                                             | 35                                                             | 1,20                                                           |
| 1957/58   | Goyo Vergel                                                    | Valencia                                                       | 28                                                             | 28                                                             | 1,00                                                           |
| 1958/59   | Antoni Ramallets                                               | Barcellona                                                     | 28                                                             | 23                                                             | 0,82                                                           |
| 1959/60   | Antoni Ramallets                                               | Barcellona                                                     | 27                                                             | 24                                                             | 0,88                                                           |
| 1960/61   | José Vicente                                                   | Real Madrid                                                    | 30                                                             | 25                                                             | 0,83                                                           |
| 1961/62   | José Araquistáin                                               | Real Madrid                                                    | 25                                                             | 19                                                             | 0,76                                                           |
| 1962/63   | José Vicente                                                   | Real Madrid                                                    | 27                                                             | 26                                                             | 0,96                                                           |
| 1963/64   | José Vicente                                                   | Real Madrid                                                    | 15                                                             | 10                                                             | 0,66                                                           |
| 1964/65   | Antonio Betancort                                              | Real Madrid                                                    | 24                                                             | 15                                                             | 0,62                                                           |
| 1965/66   | José Pesudo                                                    | Barcellona                                                     | 22                                                             | 15                                                             | 0,68                                                           |
| 1966/67   | Antonio Betancort                                              | Real Madrid                                                    | 22                                                             | 15                                                             | 0,68                                                           |
| 1967/68   | Andrés Junquera                                                | Real Madrid                                                    | 22                                                             | 19                                                             | 0,86                                                           |
| 1968/69   | Salvador Sadurní                                               | Barcellona                                                     | 30                                                             | 18                                                             | 0,60                                                           |
| 1969/70   | José Ángel Iribar                                              | Athletic Bilbao                                                | 30                                                             | 20                                                             | 0,66                                                           |
| 1970/71   | Rodri                                                          | Atlético Madrid                                                | 28                                                             | 17                                                             | 0,60                                                           |
| 1971/72   | Juan Deusto                                                    | Malaga                                                         | 28                                                             | 17                                                             | 0,60                                                           |
| 1972/73   | Miguel Reina                                                   | Barcellona                                                     | 34                                                             | 21                                                             | 0,61                                                           |
| 1973/74   | Salvador Sadurní                                               | Barcellona                                                     | 30                                                             | 22                                                             | 0,73                                                           |
| 1974/75   | Salvador Sadurní                                               | Barcellona                                                     | 24                                                             | 19                                                             | 0,79                                                           |
| 1975/76   | Miguel Ángel                                                   | Real Madrid                                                    | 32                                                             | 23                                                             | 0,71                                                           |
| 1976/77   | Miguel Reina                                                   | Atlético Madrid                                                | 30                                                             | 29                                                             | 0,96                                                           |
| 1977/78   | Pedro Artola                                                   | Barcellona                                                     | 28                                                             | 23                                                             | 0,82                                                           |
| 1978/79   | José Manzanedo                                                 | Valencia                                                       | 25                                                             | 26                                                             | 1,04                                                           |
| 1979/80   | Luis Arconada                                                  | Real Sociedad                                                  | 34                                                             | 20                                                             | 0,58                                                           |
| 1980/81   | Luis Arconada                                                  | Real Sociedad                                                  | 34                                                             | 29                                                             | 0,85                                                           |
| 1981/82   | Luis Arconada                                                  | Real Sociedad                                                  | 34                                                             | 33                                                             | 0,97                                                           |
| 1982/83   | Agustín Rodríguez                                              | Real Madrid                                                    | 29                                                             | 22                                                             | 0,75                                                           |
| 1983/84   | Javier Urruti                                                  | Barcellona                                                     | 33                                                             | 26                                                             | 0,78                                                           |
| 1984/85   | Juan Ablanedo                                                  | Sporting Gijón                                                 | 33                                                             | 22                                                             | 0,66                                                           |
| 1985/86   | Juan Ablanedo                                                  | Sporting Gijón                                                 | 34                                                             | 27                                                             | 0,79                                                           |
| 1986/87   | Andoni Zubizarreta                                             | Barcellona                                                     | 43                                                             | 29                                                             | 0,67                                                           |
| 1987/88   | Paco Buyo                                                      | Real Madrid                                                    | 35                                                             | 23                                                             | 0,65                                                           |
| 1988/89   | José Ochotorena                                                | Valencia                                                       | 37                                                             | 25                                                             | 0,67                                                           |
| 1989/90   | Juan Ablanedo                                                  | Sporting Gijón                                                 | 31                                                             | 25                                                             | 0,80                                                           |
| 1990/91   | Abel Resino                                                    | Atlético Madrid                                                | 33                                                             | 17                                                             | 0,51                                                           |
| 1991/92   | Paco Buyo                                                      | Real Madrid                                                    | 35                                                             | 27                                                             | 0,77                                                           |
| 1992/93   | Francisco Liaño                                                | Deportivo La Coruña                                            | 37                                                             | 31                                                             | 0,83                                                           |
| 1992/93   | Santiago Cañizares                                             | Celta Vigo                                                     | 36                                                             | 30                                                             | 0,83                                                           |
| 1993/94   | Francisco Liaño                                                | Deportivo La Coruña                                            | 38                                                             | 18                                                             | 0,47                                                           |
| 1994/95   | Pedro Jaro                                                     | Betis                                                          | 38                                                             | 25                                                             | 0,65                                                           |
| 1995/96   | José Molina                                                    | Atlético Madrid                                                | 42                                                             | 32                                                             | 0,76                                                           |
| 1996/97   | Jacques Songo'o                                                | Deportivo La Coruña                                            | 37                                                             | 28                                                             | 0,76                                                           |
| 1997/98   | Toni Jiménez                                                   | Espanyol                                                       | 37                                                             | 31                                                             | 0,84                                                           |
| 1998/99   | Carlos Roa                                                     | Maiorca                                                        | 35                                                             | 29                                                             | 0,83                                                           |
| 1999/00   | Martín Herrera                                                 | Alavés                                                         | 38                                                             | 37                                                             | 0,97                                                           |
| 2000/01   | Santiago Cañizares                                             | Valencia                                                       | 37                                                             | 34                                                             | 0,92                                                           |
| 2001/02   | Santiago Cañizares                                             | Valencia                                                       | 31                                                             | 23                                                             | 0,74                                                           |
| 2002/03   | Pablo Cavallero                                                | Celta Vigo                                                     | 36                                                             | 27                                                             | 0,75                                                           |
| 2003/04   | Santiago Cañizares                                             | Valencia                                                       | 37                                                             | 25                                                             | 0,68                                                           |
| 2004/05   | Víctor Valdés                                                  | Barcellona                                                     | 35                                                             | 25                                                             | 0,71                                                           |
| 2005/06   | José Pinto                                                     | Celta Vigo                                                     | 36                                                             | 28                                                             | 0,78                                                           |
| 2006/07   | Roberto Abbondanzieri                                          | Getafe                                                         | 37                                                             | 30                                                             | 0,81                                                           |
| 2007/08   | Iker Casillas                                                  | Real Madrid                                                    | 36                                                             | 32                                                             | 0,89                                                           |
| 2008/09   | Víctor Valdés                                                  | Barcellona                                                     | 35                                                             | 31                                                             | 0,89                                                           |
| 2009/10   | Víctor Valdés                                                  | Barcellona                                                     | 38                                                             | 24                                                             | 0,63                                                           |
| 2010/11   | Víctor Valdés                                                  | Barcellona                                                     | 32                                                             | 16                                                             | 0,50                                                           |
| 2011/12   | Víctor Valdés                                                  | Barcellona                                                     | 35                                                             | 28                                                             | 0,80                                                           |
| 2012/13   | Thibaut Courtois                                               | Atlético Madrid                                                | 36                                                             | 28                                                             | 0,78                                                           |
| 2013/14   | Thibaut Courtois                                               | Atlético Madrid                                                | 37                                                             | 24                                                             | 0,65                                                           |
| 2014/15   | Claudio Bravo                                                  | Barcellona                                                     | 37                                                             | 19                                                             | 0,51                                                           |
| 2015/16   | Jan Oblak                                                      | Atlético Madrid                                                | 38                                                             | 18                                                             | 0,47                                                           |
| 2016/17   | Jan Oblak                                                      | Atlético Madrid                                                | 29                                                             | 21                                                             | 0,72                                                           |
| 2017/18   | Jan Oblak                                                      | Atlético Madrid                                                | 37                                                             | 22                                                             | 0,59                                                           |
| 2018/19   | Jan Oblak                                                      | Atlético Madrid                                                | 37                                                             | 27                                                             | 0,72                                                           |
| 2019/20   | Thibaut Courtois                                               | Real Madrid                                                    | 34                                                             | 20                                                             | 0,59                                                           |
| 2020/21   | Jan Oblak                                                      | Atlético Madrid                                                | 37                                                             | 25                                                             | 0,66                                                           |
| 2021/22   | Yassine Bounou                                                 | Siviglia                                                       | 31                                                             | 24                                                             | 0,77                                                           |
| 2022/23   | Marc-André ter Stegen                                          | Barcellona                                                     | 37                                                             | 18                                                             | 0,49                                                           |
| 2023/24   | Unai Simón                                                     | Athletic Bilbao                                                | 36                                                             | 33                                                             | 0,92                                                           |
| 2024/25   | Jan Oblak                                                      | Atlético Madrid                                                | 36                                                             | 30                                                             | 0,83                                                           |

Fonte:

## Classifica per club
|    | Squadra             | Titoli |
| -- | ------------------- | ------ |
| 1  | Barcellona          | 21     |
| 2  | Real Madrid         | 17     |
| 3  | Atlético Madrid     | 15     |
| 4  | Valencia            | 9      |
| 5  | Deportivo La Coruña | 8      |
| 6  | Athletic Bilbao     | 7      |
| 7  | Espanyol            | 3      |
| 7  | Real Sociedad       | 3      |
| 7  | Sporting Gijón      | 3      |
| 7  | Celta Vigo          | 3      |
| 11 | Betis               | 2      |
| 12 | Arenas Getxo        | 1      |
| 12 | Malaga              | 1      |
| 12 | Maiorca             | 1      |
| 12 | Alavés              | 1      |
| 12 | Getafe              | 1      |
| 12 | Siviglia            | 1      |

Fonte:

## Classifica per nazionalità
|   | Nazione   | Titoli |
| - | --------- | ------ |
| 1 | Spagna    | 76     |
| 2 | Slovenia  | 6      |
| 3 | Argentina | 4      |
| 4 | Belgio    | 3      |
| 5 | Francia   | 2      |
| 6 | Camerun   | 1      |
| 6 | Cile      | 1      |
| 6 | Germania  | 1      |
| 6 | Marocco   | 1      |

## Albo d'oro dei portieri
| Titoli | Portieri |
| ------ | --- |
| 6      | Jan Oblak |
| 5      | Antoni Ramallets Víctor Valdés |
| 4      | Juan Acuña Santiago Cañizares |
| 3      | Ricardo Zamora Gregorio Blasco José Vicente Salvador Sadurní Luis Arconada Juan Carlos Ablanedo Thibaut Courtois |
| 2      | Ignacio Eizaguirre Marcel Domingo Antonio Betancort Miguel Reina Paco Buyo Francisco Liaño |
| 1      | Tomás Zarraonandía Joaquín Urquiaga Fernando Tabales José Echevarría José Bañón Raimundo Pérez Juan Velasco Juan Otero Juanito Adelarpe Goyo Vergel José Araquistáin José Pesudo Andrés Junquera José Ángel Rodri Abelardo González Juan Deusto Miguel Ángel Pedro Artola José Manzanedo Agustín Rodríguez Javier Urruti Andoni Zubizarreta José Ochotorena Abel Resino Pedro Jaro José Molina Jacques Songo'o Toni Jiménez Carlos Roa Martín Herrera Pablo Cavallero José Pinto Roberto Abbondanzieri Iker Casillas Claudio Bravo Bono Marc-André ter Stegen Unai Simón |

Fonte: